# Петросян Аршак Багратович
Аршак Баграті Петросян (вірм. Արշակ Բագրատի Պետրոսյան; нар. 16 грудня 1953, Єреван) — вірменський шахіст i шаховий тренер (Старший тренер ФІДЕ від 2004), гросмейстер від 1984 року.

## Шахова кар'єра
1970 року поділив 2-ге місце на юнацькому турнірі в Шілде. У 1974 i 1976 роках двічі перемагав на чемпіонаті Вірменської РСР. Перші успіхи на міжнародній арені припадають на початок 1980-х років. 1980 року поділив 1-ше місце в Єревані (разом з Віталієм Цешковським, перед, зокрема, Олегом Романишиним, Михайлом Талем i Рафаелем Ваганяном), а також переміг в Албені. У 1981 році посів 3-тє місце у Львові (позаду Олега Романишина i Михайла Таля, перед, зокрема, Олександром Бєлявським), а також поділив 1-3-тє місця в Баньє. 1983 року поділив 1-ше місце в Новому Саді (разом з Яном Плахеткою i Сергієм Макаричевим) а також поділив 2-3-тє місця в Баньє. У 1984 році переміг на щорічному турнірі в Єревані (випередивши, зокрема, Найджела Шорта i Смбата Лпутяна). Крім того 1987 року поділив 2-ге місце в Будапешті.
Після розпаду Радянського Союзу належав до когорти провідних вірменських шахістів. У 1993 році представляв команду країни на командному чемпіонаті світу, у 1992 i 1996 роках — на шахових олімпіадах (у 1992 році виборов у командному заліку бронзову нагороду), a 1999 року — на командному чемпіонаті Європи (здобув золоту медаль в командному заліку). На 1990-ті роки припадає низка успіхів у таких містах як, зокрема: Птуй (1993, посів 1-ше місце), Львів (1995, поділив 1-ше місце позаду Андрія Максименка i Доріана Рогозенка, разом з Адріяном Михальчишиним), Дортмунд (1995, турнір open, поділив 1-ше місце разом зі Сергієм Смагіним i Йожефом Пінтером), Дортмунд (1998, посів 2-ге місце позаду Адріяна Михальчишина), Птуй (1998, поділив 1-ше місце разом з Радо Брглезом), Дортмунд (2000, поділив 2-ге місце після Екхарда Шміттділя, разом з Аркадієм Найдічем i Золтаном Варгою).
Найвищий рейтинг Ело в кар'єрі мав станом на 1 липня 1999 року, досягнувши 2514 пунктів, посідав тоді 10-те місце серед вірменських шахістів. Від 2000 року не бере участі в турнірах під егідою ФІДЕ.
Аршак Петросян доводиться тестем i тренером одному з провідних шахістів світу Петерові Леко. Від 2004 року має найвище тренерське звання Старший тренер ФІДЕ. На шаховій олімпіаді 2006 у Турині був тренером збірної Вірменії, коли та виборола золоті нагороди.

## Зміни рейтингу
| На цьому місці має відображатися графік чи діаграма, однак з технічних причин його відображення наразі вимкнено. Будь ласка, не видаляйте код, який викликає це повідомлення. Розробники вже працюють для того, щоби відновити штатне функціонування цього графіка або діаграми. | |
| | На цьому місці має відображатися графік чи діаграма, однак з технічних причин його відображення наразі вимкнено. Будь ласка, не видаляйте код, який викликає це повідомлення. Розробники вже працюють для того, щоби відновити штатне функціонування цього графіка або діаграми. |